# Nicolas Madsen
Nicolas Martin Hautorp Madsen (* 17. März 2000) ist ein dänischer Fußballspieler. Der zentrale Mittelfeldspieler spielt seit 2024 bei den Queens Park Rangers und ist früherer dänischer Nachwuchsnationalspieler.

## Karriere

### Verein
Nicolas Madsen spielte zunächst Fußball in Odense bei BK Marienlyst und bei Næsby BK, bevor er im Jahr 2015 in die Region Midtjylland in die Fußballschule des FC Midtjylland wechselte. Im März 2018 erhielt er seinen ersten Profivertrag, allerdings lief er weiterhin für die Jugendmannschaften sowie für die Reserve auf, ehe Madsen am 15. September 2019 beim 3:0-Auswärtssieg gegen Lyngby BK in der Superliga für die Profimannschaft debütierte. Mit der U19 erreichte er in der UEFA Youth League das Achtelfinale, in dem der FC Midtjylland gegen Roter Stern Belgrad ausschied. Bis zum Ausscheiden kam Nicolas Madsen in fünf Spielen im Wettbewerb zum Einsatz.
Ende August 2021 wurde er für den Rest der Saison 2021/22 an den niederländischen Erstligisten SC Heerenveen ausgeliehen. Madsen bestritt für Heerenveen 25 von 31 möglichen Ligaspielen, zwei Pokalspiele und ein Qualifikationsspiel für die Conference League. Nach Ende der Ausleihe kehrte er im Sommer 2022 zunächst zu Midtjylland zurück.
Ohne dass er noch ein Spiel für Midtjylland bestritten hatte, wechselte Madsen Mitte Juli 2022 zum Aufsteiger in die belgische Division 1A KVC Westerlo. Madsen bestritt in seiner ersten Saison 36 von 40 möglichen Ligaspielen für Westerlo, in denen er ein Tor schoss, und ein Pokalspiel. In der nächsten Saison waren es 34 von wiederum 40 möglichen Ligaspielen mit 13 geschossenen Toren und erneut ein Pokalspiel, diesmal mit einem geschossenen Tor.
In der Spielzeit 2024/25 bestritt er zu Beginn noch die ersten vier Spiele mit Westerlo, ehe er sich im August 2024 dem englischen Zweitligisten Queens Park Rangers anschloss.

### Nationalmannschaft
2017 absolvierte Nicolas Madsen sieben Partien – allesamt Freundschaftsspiele – für die dänische Nationalmannschaft unter 17 Jahren. Zwischen 2017 und 2018 kam er zu sechs Einsätzen für die U18-Mannschaft. Mit der U19-Nationalmannschaft Dänemarks, für die er 13 Spiele absolvierte, nahm Madsen an den Qualifikationen für die Europameisterschaftsendrunden 2018 und 2019 teil, allerdings war er mit seiner Mannschaft in beiden Vorausscheidungen erfolglos. Von 2019 bis 2022 lief er für die U21-Auswahl auf und bestritt dort neun Spiele.

## Erfolge
- Dänischer Meister: 2019/20
- Dänischer Pokalsieger: 2018/19